# Neothoa patagonica
Neothoa patagonica is een mosdiertjessoort uit de familie van de Hippothoidae. De wetenschappelijke naam van de soort is, als Hippothoa patagonica voor het eerst geldig gepubliceerd in 1852 door Busk.